# 구루 고빈드 싱

구루 고빈드 싱(Guru Gobind Singh, 1666년 12월 22일 ~ 1708년 10월 7일, 본명: 고빈드 다스, 고빈드 라이)은 영성자, 전사, 시인, 철학자이다. 아버지 구루 테그 바하두르는 아우랑제브에 의해 처형되었다. 4명의 아들이 사망했는데, 그 중 두 명은 전사했고 나머지 두 명은 무굴 제국의 통치자 와지르 칸에 의해 처형되었다.
시크교에 많은 기여를 하였다.